# زبان تاناپاگ
زبان تاناپاگ یک زبان تقریباً منقرض شده از خانواده زبان‌های آسترونزیایی است. این زبان در آبخوست تاناپاگ در سایپن در جزایر ماریانای شمالی صحبت می‌شود. جوانان آبخوست تاناپاگ به زبان چامورو سخن می‌گویند. تلاش‌هایی برای گسترش زبان تاناپاگ شده است.